# Unlock Brands
Unlock Brands é uma empresa de design de marca portuguesa sediada em Lisboa e lançada em Maio de 2016.
Os fundadores são Miguel Viana, Jaime Costa, José Cerqueira e Carlos Constantino.
Antes de iniciar a Unlock Brands, Viana liderou a equipe que criou o emblema oficial da Copa do Mundo FIFA de 2018 como diretor criativo de uma antiga agência na Brandia Central.
Em 2019, a Unlock Brands criou a identidade para a Copa do Mundo FIFA de 2022. Também no Qatar, a Companhia desenvolveu a marca e o site para o Expo Internacional de Horticultura de 2021 em Doha.